# Septimius Severus
Lucius Septimius Severus (kendt som Septimius Severus (født 11. april 145, død 4. februar 211) var romersk kejser 193–211 og grundlægger af det Severiske dynasti.

## Historie
Septimius Severus var formentlig den første afrikanskfødte kejser på kejsertronen. Han var født i provinsen Tripolitania, det nuværende Libyen. Han gjorde karriere i hæren under Marcus Aurelius. Ved uroen efter Commodus' død trådte han i 193 frem som tronkræver i Pannonien (Ungarn), hvor soldaterne udråbte ham til kejser. Han erobrede først Italien og sikrede sig anerkendelse her, derefter vendte han sig imod sine modkejsere Pescennius Niger og Clodius Albinus i henholdsvis Mellemøsten og England. De blev spillet ud mod hinanden og derefter nedkæmpet uden skånsel 194 og endeligt i 197 ved Slaget ved Lugdunum.
Hans regering betød en genskabelse af ro og orden efter uroen under Commodus, og han synes at have været en dygtig og effektiv administrator og hærfører, men brutal og autoritær. Først og fremmest medførte hans styre en militarisering af samfundet, provinsofficerer rykkede ind på de ledende poster, og hæren blev kraftig forøget ved hvervninger af ikke-romere. Det er ikke med urette, at han er set som den egentlige skaber af soldaterkejserdømmet. En magtfuld skikkelse under hans styre var f.eks. gardechefen Plautian, som i 205 blev arresteret og dræbt på mystiske anklager om kupforsøg. Dog var også en del civile rådgivere med, blandt andre juristerne Ulpian og Papinian, og hans styre betød også en udvidelse af juristernes indflydelse på lovgivningen.
Gennem en stor del af sin regering førte Septimius krige for at genoprette grænserne, bl.a. succesrige felttog mod partherne, mens han flere gange måtte betale germanerne for at holde fred. Generelt førte hans styre i stigende grad til kejsermagtens afhængighed af hæren og dens lønningskrav, ligesom udgifterne medførte devaluering af mønten.

## Ægteskab og familie
Septimius var gift med den syriske ypperstepræstedatter Julia Domna, som spillede en betydelig rolle bag kulisserne, og hvis slægt senere besteg kejsertronen. Deres familieliv var forbitret af stridighederne mellem sønnerne Caracalla og Geta, der begge efterfulgte faderen. Han tilbragte sine sidste år med endeløse felttog i England, hvor han døde uden for York.
Julia Domna var født i Emesa (vore dages Ḥimṣ i Syrien). Navnet Domna er af semitisk oprindelse med betydningen "sort", men for Severus, der talte latin, kan det have lydt som en forkortet form af domina (= dronning). Hendes familienavn var Julia, og hun havde romersk borgerskab. Alligevel var hendes far Julius Bassanius præst for guden Elagabalus, der på den tid, da Julia Domna blev født, var en sammensmeltning af to oprindeligt separate guddomme: El fra bjergene (tilbedt i skikkelse af en sort sten), og Heliogabal (en fønikisk solgud også kendt som Sol Invictus, senere forbundet med Mithras). Mens Emesa var selvstændig, havde Elagabalus' præsteskab magten over kongehuset, og Domna har godt kunnet nedstamme direkte fra Emesas gamle kongemagt. Septimius Severus har utvivlsomt mødt Domnas far første gang som kommandant for den fjerde skytiske legion i Syrien tidligt i 180'erne.
Severus var en ivrig astrolog og fantastisk overtroisk, og som almindelig borger havde han en mængde drømme, der overbeviste ham om, at han havde en strålende fremtid. Da hans første kone, Paccia Marciana, var død (i sin selvbiografi nævner han ikke en gang hendes navn), var han i Lyon i sin bolig som guvernør over provinsen Gallia Lugdunensis, og her kom han i tanker om Julia Domna, hvis horoskop fremstillede hende som skæbnebestemt til at blive gift med en regent. Han sendte bud efter hende og giftede sig med hende i 185. Det følgende år blev deres første søn født i Lyon. I 189 fik de en søn til, Geta, i Rom. Severus udførte nu den bedrift at få sig selv adopteret ind i den afdøde antoninske familie.
Domna blev den myndigste kejserinde, Rom havde oplevet. En overdådighed af titler blev opfundet til hendes ære, og ses især på mønter. Da indskriften på Arcus Argentariorum, vekselerernes bue på Forum Boarium i Rom, opstillet i 204, blev revideret efter mordet på Geta, blev Domna stående som Vor augustus' [dvs. Caracallas] og hærens og senatets og landets mor.
Som kejserens gemalinde fik hun titel af augusta i 193 og "hærens mor" (mater castrorum) i 195. I Rom samlede hun en gruppe filosoffer og andre intellektuelle om sig. Hun opfordrede sin sekretær Philostratus til at samle de eksisterende optegnelser om ny-pythagoræeren Apollonius fra Tyana. Muligvis ønskede hun at modarbejde kristendommens fremvækst, og det færdige værk førte da også til dyrkelse af Apollonius. Værket ligner slående det nye testamente, men tonen er langt mere lærd. Dio Cassius omgikkes også Domna; det var derfor utaknemligt af ham, når han helt grundløst skriver, at hun var af lav herkomst.
Når sønnen Caracalla i sin tid som regent (211–17) var ved fronten, overlod han ansvaret for den civile administration til sin mor, som da bar titlen "Senatets og fædrelandets mor". Hun befandt sig i Antiochia, da nyheden om hendes søns død nåede hende. Hun skal have overvejet selvmord; men Caracallas efterfølger, Macrinus, forsikrede hende om, at hun kunne beholde sine vagter og andre tegn på sin rang. Hun kvikkede da så påtageligt op, at Macrinus kan have fået mistanke om, at hun tænkte på selv at tiltage sig magten. Han beordrede hende derefter ud af Antiochia. Julia Domna havde allerede kræft. Nu skal hun have sultet sig ihjel, enten frivilligt eller efter ordre af Macrinus. 